# Ochle (województwo łódzkie)
Ochle – wieś w Polsce położona w województwie łódzkim, w powiecie łaskim, w gminie Widawa.
W latach 1954–1968 wieś należała i była siedzibą władz gromady Ochle, po jej zniesieniu w gromadzie Widawa. W latach 1975–1998 miejscowość położona była w województwie sieradzkim.